# Hinrich Seidel
Hinrich Seidel (* 7. November 1931 in Rendsburg; † 18. Februar 2020 in Hannover) war ein deutscher Chemiker. Er war von 1979 bis 1997 Präsident der Universität Hannover.

## Leben
1951 begann Seidel ein Studium der Chemie an der Universität Kiel, das er als Diplom-Chemiker abschloss. 1960 wurde er promoviert, seine Habilitation erfolgte im Jahr 1967 unter Robert Juza. Ab 1969 war er als Universitätsdozent tätig. 1971 erhielt er einen Lehrstuhl für anorganische Chemie an der Technischen Universität Hannover. Dort übernahm er 1972/1973 die Leitung der Abteilung Chemie. 1975 bis 1977 war er Rektor und wurde 1979 Präsident der in Universität Hannover umbenannten Hochschule. Während seiner Amtszeit trat das Niedersächsische Hochschulgesetz in Kraft, welches umfassende Änderungen in der Hochschulstruktur vorsah. Die Zahl der Studenten stieg massiv an, die Universität Hannover entwickelte sich zur größten Hochschule Niedersachsens. Von 1984 bis 1989 war Seidel Vizepräsident, anschließend bis 1994 Präsident der Europäischen Rektorenkonferenz und von 1987 bis 1990 Präsident der Westdeutschen Rektorenkonferenz (WRK). Unter seiner Führung wurden die Beziehungen unter den europäischen Hochschulen deutlich verbessert.

## Auszeichnungen
- 1990: Großes Bundesverdienstkreuz
- 1990: Ehrenbürgerwürde der Stadt Hannover
- 1990: Ritter des Ordre national du Mérite
- 1992: Offizier der Ehrenlegion
- 1995: Officer des Order of the British Empire
- 2001: Offizierskreuz des Verdienstordens der Republik Polen
- 2001: Niedersächsische Landesmedaille
- 2006: Ehrenbürgerwürde der Universität Hannover
- mehrere Ehrendoktorwürden

## Weitere Tätigkeiten
- 1981–1999: Mitglied im Beratungsausschuss des Europäischen Zentrums für Hochschulbildung der UNESCO
- 1982–1996: Alternierender Vorsitzender und stellvertretender Vorsitzender im Aufsichtsrat der Hochschulinformationssystem GmbH (HIS)
- 1995–2001: Gründungsleiter der Zentralen Evaluations- und Akkreditierungsagentur Hannover (ZEvA)
- 1997–2002: Vorsitzender der Wilhelm-Busch-Gesellschaft
- Vorstandsmitglied des Deutschen Akademischen Austauschdiensts (DAAD)